# Utricularia rostrata
Utricularia rostrata — вид рослин із родини пухирникових (Lentibulariaceae).

## Біоморфологічна характеристика
Листки ростуть зі столонів, пластинка вузьколінійна з гоструватою верхівкою, 30 × 0.5 мм, 1-жилкова. Пастки численні на листках і столонах, яйцеподібні, 0.40–0.45 × 0.35–0.40 мм; рот збоку з одним конічним дорсальним відростком 0.1 мм і довше. Суцвіття прямовисні, прості, до 13 см завдовжки; квіток 1–3(4). Частки чашечки нерівні, верхня частка довша за нижню в період цвітіння; верхня частка зворотно яйцювата, з верхівкою загостреною, сильно опукла, ≈ 2 мм завдовжки; нижня частка коротша в період цвітіння (≈ 1.3 мм, але подовжена до ≈ 2.5 мм у період плодоношення), опукла. Віночок білий, ліловий або фіолетовий, нижня губа з жовтою плямою на піднебінні та білими або кремовими відмітками на кінцівці, 3–4 мм завдовжки; верхня губа 2.5–3.0 × 1.0 мм; край піднебіння з короткими війками; шпора вузько конічна, верхівка коротко двозубчаста, вигнута догори, трохи коротша або дорівнює нижній губі, 0.7–1.0 мм у діаметрі, ≈ 3 мм завдовжки. Коробочка куляста, до 1.2 мм в діаметрі. Насіння усічено-зворотно-яйцювате, стиснуте, ≈ 250 × 200 мікронів.

## Середовище проживання
Ендемік північно-східної Бразилії.
Зазвичай росте на вологих піщаних ґрунтах у напівзатінених місцях уздовж струмків і водоспадів; також поширений на мохах на напівзатінених вертикальних скелях, на які капає вода; іноді трапляється у відкритих піщаних просочуваннях над скелями; ≈ 550–1570 метрів.